# Hypotrachyna corneola
Hypotrachyna corneola är en lavart som beskrevs av Kurok. & K. H. Moon. Hypotrachyna corneola ingår i släktet Hypotrachyna och familjen Parmeliaceae.   Inga underarter finns listade i Catalogue of Life.